# Кран (Во)
Кран (фр. Crans) — громада  в Швейцарії в кантоні Во, округ Ньйон.

## Географія
Громада розташована на відстані близько 120 км на південний захід від Берна, 39 км на південний захід від Лозанни.
Кран має площу 4,3 км², з яких на 27,2% дозволяється будівництво (житлове та будівництво доріг), 57,4% використовуються в сільськогосподарських цілях, 14,9% зайнято лісами, 0,5% не є продуктивними (річки, льодовики або гори).

## Демографія
2019 року в громаді мешкало 2286 осіб (+9,2% порівняно з 2010 роком), іноземців було 32,3%. Густота населення становила 530 осіб/км².
За віковим діапазоном населення розподілялося таким чином: 25,1% — особи молодші 20 років, 57,4% — особи у віці 20—64 років, 17,5% — особи у віці 65 років та старші. Було 874 помешкань (у середньому 2,6 особи в помешканні).
Із загальної кількості 273 працюючих 12 було зайнятих в первинному секторі, 29 — в обробній промисловості, 232 — в галузі послуг.